# Тормозний
Тормозни́й — залізничний пасажирський роз'їзд Луганської дирекції Донецької залізниці.
Розташований у смт Талове, Сорокинський район, Луганської області на лінії Кіндрашівська-Нова — Довжанська між станціями Сімейкине-Нове (8 км) та Ізотове (27 км).
Через військову агресію Росії на сході України транспортне сполучення припинене. Лінія не діюча з 2007 року. Лінію в майбутньому передбачено демонтувати.